# Bushnell (Illinois)
Bushnell es una ciudad ubicada en el condado de McDonough en el estado estadounidense de Illinois. En el Censo de 2010 tenía una población de 3117 habitantes y una densidad poblacional de 563,96 personas por km².

## Geografía
Bushnell se encuentra ubicada en las coordenadas 40°33′6″N 90°30′17″O / 40.55167, -90.50472. Según la Oficina del Censo de los Estados Unidos, Bushnell tiene una superficie total de 5.53 km², de la cual 5.51 km² corresponden a tierra firme y (0.37%) 0.02 km² es agua.

## Demografía
Según el censo de 2010, había 3117 personas residiendo en Bushnell. La densidad de población era de 563,96 hab./km². De los 3117 habitantes, Bushnell estaba compuesto por el 97.4% blancos, el 0.35% eran afroamericanos, el 0.32% eran amerindios, el 0.03% eran asiáticos, el 0% eran isleños del Pacífico, el 0.32% eran de otras razas y el 1.57% pertenecían a dos o más razas. Del total de la población el 1.25% eran hispanos o latinos de cualquier raza.